# فريدريك شوبرت
فريدريك شوبرت (بالألمانية: Friedrich Schubert)‏ هو عسكري ألماني، ولد في 21 فبراير 1897 في إزمير في تركيا، وتوفي في 22 أكتوبر 1947 في Heptapyrgion (Thessaloniki) ‏ في اليونان.